# Теорія інтересу
Теорія інтересу — напрям у сучасній теорії цінностей, який визначає цінність для людей тих чи інших предметів чи явищ не з їхньої ролі у суспільстві, а з інтересу, тобто з суб'єктивних міркувань. Теорія інтересу близька до прагматизму.
Представники напряму: Р.-Б. Перрі, С.Пеппер, Д. Паркер, Ф.Теннант та ін.